# 2020년 부천국제판타스틱영화제
제24회 부천국제판타스틱영화제는 2020년 7월에 개최된 영화제이다.

## 수상 및 후보

### 부천 초이스(장편)
- 배드 테일즈 - 파비오 디노첸초 외 1명
- 낙인 - 이정섭
- 랩시스 - 노아 허턴
- 펠리칸 블러드 - 카트린 게베
- 흑마술: 보육원의 비밀 - 키모 스탐보엘
- 유물의 저주 - 나탈리 에리카 제임스
- 돌아온 사람들 - 로라 카사베
- 무죄가족 - 샘 쿠아
- 바보 타로 - 오모리 타츠시
- 세인트 모드 - 로즈 글래스

### 부천 초이스(단편)
- 얀데레 - 윌리암 라보어리
- 세 번째 인물 - 포우야 아민포이우리
- 우물 - 닐 댄드
- 좀비 인 더 하우스 - 로니 콩
- 핑크 래빗 - 빅터 올리
- 나의 일부 - 줄리아 맥스
- 암사슴 - 제니퍼 럼브로소
- 항상 배가 고픈 조 - 샘 다웨 외 1명
- 피조물 - 이관주
- 북극 증후군 - 보르야 에체베리아 라마타
- 털괴 - 김오지숙
- 용의자 - 조쉬 삼보노

### 코리안 판타스틱: 장편경쟁
- 성형수 - 조경훈
- 잔칫날 - 김록경
- 귀신 - 정하용
- 고백 - 서은영
- 헝거 - 강다연
- 인천스텔라 - 백승기
- 태백권 - 최상훈
- 이 안에 외계인이 있다 - 최은종
- 좀비크러쉬: 헤이리 - 장현상

### 코리안 판타스틱: 장편초청
- 손 - 최윤호
- 구직자들 - 황승재
- 너의 시선이 머무는 곳에 - 황다슬
- 보이스 비!! - 윤민식

### 코리안 판타스틱: 단편
- 조금 부족한 여자 - 허수영
- 납세자 - 김보경
- 웅비와 인간 아닌 친구들 - 김다민
- 그녀를 지우는 시간 - 홍성윤
- 좀비 13 - 박현경
- 아귀도 - 정재훈
- 이종 - 안소회
- 사택망처 - 김록경
- 성난 네고 - 한재원
- 피사체 - 하태민
- 수작 - 진현도
- 메소드연기 - 이기혁

### 월드 판타스틱 레드
- 부적(영어판) - 로몰라 가레이
- 안테나 - 오춘 베흐럼
- 앤트럼: 가장 치명적인 영화 - 데이비드 아미토 외 1명
- 블러드 머신스 - 라파엘 헤르난데즈 외 1명
- 핏빛 추격 - 서상운
- 댄싱 메리 - 사부
- 죽이는 대림절 Vol.1 - 폴리애너 맥킨토시 외 13명
- 죽이는 대림절 Vol.2 - 이상우 외 13명
- 야간간호사 - 마틴 크라우트
- 사로잡힌 - 미노스 니콜라카키스
- 페이블 - 에구치 칸
- 군달라(영어판) - 조코 안와르(영어판)
- 임페티고어 - 조코 안와르
- 인펙션 - 플라비오 페도타
- 친절한 남자 - 야마노우치 다이스케
- 윌리엄 프리드킨, 엑소시스트를 말하다 - 알렉상드르 오 필립
- 영안실의 미스테리 - 라이언 스핀델
- 모텔 아카시아 - 브래들리 리우
- 도시의 수호자 - 파이팟 좀코
- 살인 연극 - 로예
- 시그널 100 - 리사 타케바
- 혈투의 여전사 - 앤드류 토마스 헌트
- 스푸트닉 - 에고르 아브라멘코
- 싱크로닉 - 아론 무어헤드 외 1명
- 더 톨 - 마이클 네이더
- 범죄현장 - 풍지강

### 월드 판타스틱 블루
- 끝없음에 관하여 - 로이 앤더슨
- 아브라카다브라 - 파오잔 리잘
- 카고 - 아라티 카다브
- 성범죄자를 잡아라 - 비트 클루삭 외 1명
- 배드민턴의 여왕 - 패트릭 엑런드
- 옆얼굴 - 후카다 코지
- 사랑하지 않는 자들의 최후 - 동윤연
- 최면재판 - 여조균 외 2명
- 소시지의 왕 - 율리히 톰센
- 세기의 도둑 - 아리엘 위노그래드
- 괴짜들의 로맨스 - 랴오밍이
- 제임스 VS 미래의 자신 - 제레미 라론드
- 라스트 앤 퍼스트 맨 - 요한 요한슨
- 인생: 무제 - 카나 야마다
- 미세스 노이지 - 아마노 치히로
- 노사리: 순간의 영원 - 야마모토 타츠야
- 한 번 죽어봤다 - 하마사키 신지
- 오 머시! - 아르노 데스플레생
- 음악 - 켄지 이와이사와
- 사랑스러운 파트릭 - 팀 밀란츠
- RK - 라자 카푸르
- 야만의 땅 - 데이빗 퍼라울트
- 관종의 세계 - 트리스탄 오로에트 외 4명
- 하늘에서 떨어진 선물 - 리 청
- 비밀의 잠(독일어판) - 마이클 비너스
- 주식회사 스페셜액터스 - 우에다 신이치로
- 서머저블 - 알프레도 레온 레온
- 선샤인 패밀리 - 김태식

- 20세기 최고의 수상 - 매튜 랜킨
- 웨이브 - 질 클래빈

### 패밀리존
- 액션동자 - 용민네
- 마고와 마게리트의 환상의 시간여행 - 피에르 꼬레
- 하늘의 푸르름을 아는 사람이여 - 나가이 타츠유키
- 래시 컴 홈 - 올더디센 하노

### 금지구역
- 저스티스의 총알을 받아라(영어판) - 발레리 밀레브
- 성의 극약 - 히데오 조조
- 조종자 - 브랜든 크로넨버그
- VFW - 조 베고스
- 냠냠 - 라스 다모아쥬

### 판타스틱 단편 걸작선
- 배터리 수명 - 휴고 케이저
- 버드케이지 - 노진수
- 혈연 - 왕희송
- 어젯밤 손님 - 김영진
- 잠들지 못하는 로라 - 파커 핀
- 형이상학적 계단 - 디 비멜그루프
- 배드 헤어 - 오스카 레히마
- 신의 딸은 춤을 춘다 - 변성빈
- Opera - 에릭오
- 종이인형 - 전인환
- 프리랜서 - 손수현
- 늦가을 습격사건 - 박지호
- 레플리카 - 알바로 드 라 호즈
- 시스터즈 - 김준
- 나무 아이와 숨겨진 어머니의 숲 - 스티븐 어윈
- ㅈ교생 - 김경연
- 빡트 - 원유
- 아이스크림 - 테사 마이어
- 도와줘! - 김지안
- 니믹 - 요르고스 란티모스
- 바주카! - 강소연
- 락다운 28 - 베스 이
- 99년식 그랜저를 타고 온 남자 - 송혜림
- 세계와 나의 자아 - 튜나 보라 외 1명
- 달의 요정 세일러문 - 남미소
- 전당포 - 셰인 장
- 춘사 - 이순성
- 소풍같이 - 전승표
- 물이 사라진 세계 - 안드레아 다게니오
- 아동급식 - 홍연이
- 컵케이크 - 장대위
- 불꽃놀이 - 오성윤
- 밤나비들 - 김준모
- 덕산 식구 대피소 - 신하연
- 꿈 - 김강민
- 환영의 계곡 - 니나 코티얀츠
- 하계훈련 - 양형석
- 컴백홈 - 최재영
- 청년은 살았다. - 심규호
- 공중부양 - 김사언
- 벽 - 자니나 가반카 외 1명
- 인류 최후의 영화 - 이현석
- 림보 - 낼리 스요르블라드
- 질주 - 엄우섭
- 뎀 - 로빈 로흐만
- 사는게 먼지 - 민현기
- 페린 - 안드레아 코시니
- 픽션들 - 김필수
- 과거에서 온 그것 - 얀 베데이크
- 농경사회 - 김경윤
- 엘비스는 이제 여기 살지 않는다 - 최보규
- 당신의 부모를 공경하라 - 푸 잉후이
- 호루라기 - 박상호

### SF8 in BIFAN
- 일주일 만에 사랑할 순 없다 - 안국진
- 블링크 - 한가람
- 인간증명 - 김의석
- 우주인 조안 - 이윤정
- 증강 콩깍지 - 오기환
- 만신 - 노덕
- 간호중 - 민규동
- 하얀 까마귀 - 장철수

### 스마트시네마와 함께 하는 중국영화특별전: 중국 장르영화의 부흥
- 핏빛 추격 - 서상운
- 사랑하지 않는 자들의 최후 - 동윤연
- 최면재판 - 여조균 외 2명
- 살인 연극 - 로예
- 무죄가족 - 샘 쿠아
- 범죄현장 - 풍지강